# Leila George
Pour les articles homonymes, voir George.
Leila George, née Leila George D'Onofrio, est une actrice australo-américaine née le 20 mars 1992 à Sydney en Australie.

## Biographie
Leila George D'Onofrio est la fille de l'actrice Greta Scacchi et de l'acteur Vincent D'Onofrio,. Elle nait le 20 mars 1992 à Sydney en Australie.
Elle est ensuite élevée par sa mère à Brighton en Angleterre.
En 2008, elle étudie au Brighton College, puis fréquente le Crawley College (en) (où sa mère a également étudié).
En 2010, elle fréquente l'école d'arts dramatiques Arts Educational Schools de Londres. L'année suivante, elle retourne en Australie et intègre la Sydney Film School (en).
En 2012, elle repart pour les États-Unis pour se rapprocher de son père et s'inscrit au Lee Strasberg Theatre and Film Institute de New York.

### Vie privée
Elle est en couple avec l'acteur Sean Penn, à partir de 2016. Ils se marient le 30 juillet 2020,. En septembre 2021, ils annoncent leur divorce.

## Carrière
Elle commence sa carrière en 2013 en participant au documentaire The Last Impresario (en) de la réalisatrice australienne Gracie Otto, comme opératrice caméra.
En 2014, elle joue la pièce de théâtre La Mouette d'Anton Tchekhov à Perth. Elle y interprète Nina, la rivale d'Arkadina (jouée par sa mère).
Elle fait sa première apparition à l'écran dans le téléfilm Sexe, mensonges et vampires de Melanie Aitkenhead, aux côtés de James Franco, Tori Spelling et Emily Meade. Elle joue ensuite dans le blockbuster Mortal Engines produit par Peter Jackson, qui est un échec au box-office.
En 2019, elle tourne dans le western The Kid réalisé par son père. La même année, elle apparait dans plusieurs épisodes de la série télévisée Animal Kingdom jusqu'en 2022.

## Filmographie

### Cinéma
- 2018 : Mortal Engines de Christian Rivers : Katherine Valentine
- 2019 : The Kid de Vincent D'Onofrio : Sara Cutler
- prochainement : The Long Home de James Franco : Edna Hodges

### Télévision

#### Série télévisée
- 2019 - 2022 : Animal Kingdom : Janine
- 2024  : Disclaimer (série télévisée) d'Alfonso Cuaron sur la chaine Apple

#### Téléfilm
- 2016 : Sexe, mensonges et vampires (Mother, May I Sleep with Danger ?) de Melanie Aitkenhead : Leah Lewisohn